# تپه قلعه مزار
تپه قلعه مزار مربوط به دوره اشکانیان است و در شهرستان گلشن، بخش مرکزی، دهستان جالق، ۱ کیلومتری شمال روستای صدیق آباد واقع شده و این اثر در تاریخ ۱۳ آبان ۱۳۸۶ با شمارهٔ ثبت ۱۹۷۶۱ به‌عنوان یکی از آثار ملی ایران به ثبت رسیده است.